# دوري السوبر التايواني لكرة السلة
دوري السوبر التايواني لكرة السلة هو دوري كرة سلة للمحترفين في تايوان تأسس في 2003 يلعب فيه 7 فرق. يعتبر فريق يولون دينوس هو الأكثر تتويجا باللقب.

## أبرز الفرق
- يولون دينوس
- بنك تايوان (كرة سلة)
- تايوان بير (كرة سلة)

## وصلات خارجية
- الموقع الإلكتروني